# Klus

Klus

Klus je společně s krokem a cvalem jedním ze základních chodů koně. Průměrná rychlost v klusu je 14–18 km/h, ale závodní klusáci v klusáckých dostizích urazí kilometr i za něco málo přes jednu minutu. Nohosled je následující: současně levá přední a pravá zadní – vznos – současně pravá přední a levá zadní noha – vznos. Jezdec může vysedat. Tyto dva typy se nazývají střední klus lehký a pracovní. Posloucháte-li zvuk, uslyšíte v rámci jednoho kroku pouze dva údery kopyt. Klus je dvoudobý chod.

## Rozdělení

### Lehký klus
Jezdec koně tzv. „posbírá“ na otěž a lehce pobídne přitlačením holení k sedlu, dosedá na vnější přední nohu. Vysedání by mělo být pružné a nenásilné. Častým chybováním je, že jezdec přepadává dopředu.

### Pracovní klus
Tento chod je pomalejší, nevysedáme. Udržujeme lehké přilnutí, sedem pružně vyrovnáváme pohyb koně – holení pobídneme jenom jednorázově, když kůň samovolně zpomalí. Měli bychom být uvolněnější v kyčlích, nedržet se koleny, uvolnit stehna, trup je vzpřímený.

### Prodloužený klus
Jezdí se zpravidla na dlouhých stěnách jízdárny nebo na diagonále v prodlouženém držení otěží a s lehkým přilnutím v mírně odlehčeném sedu. Pobízení holení nepřeháníme – nejde o zrychlení, ale o prodloužení chodu. Používá se zejména v drezurních úlohách.

## Galerie

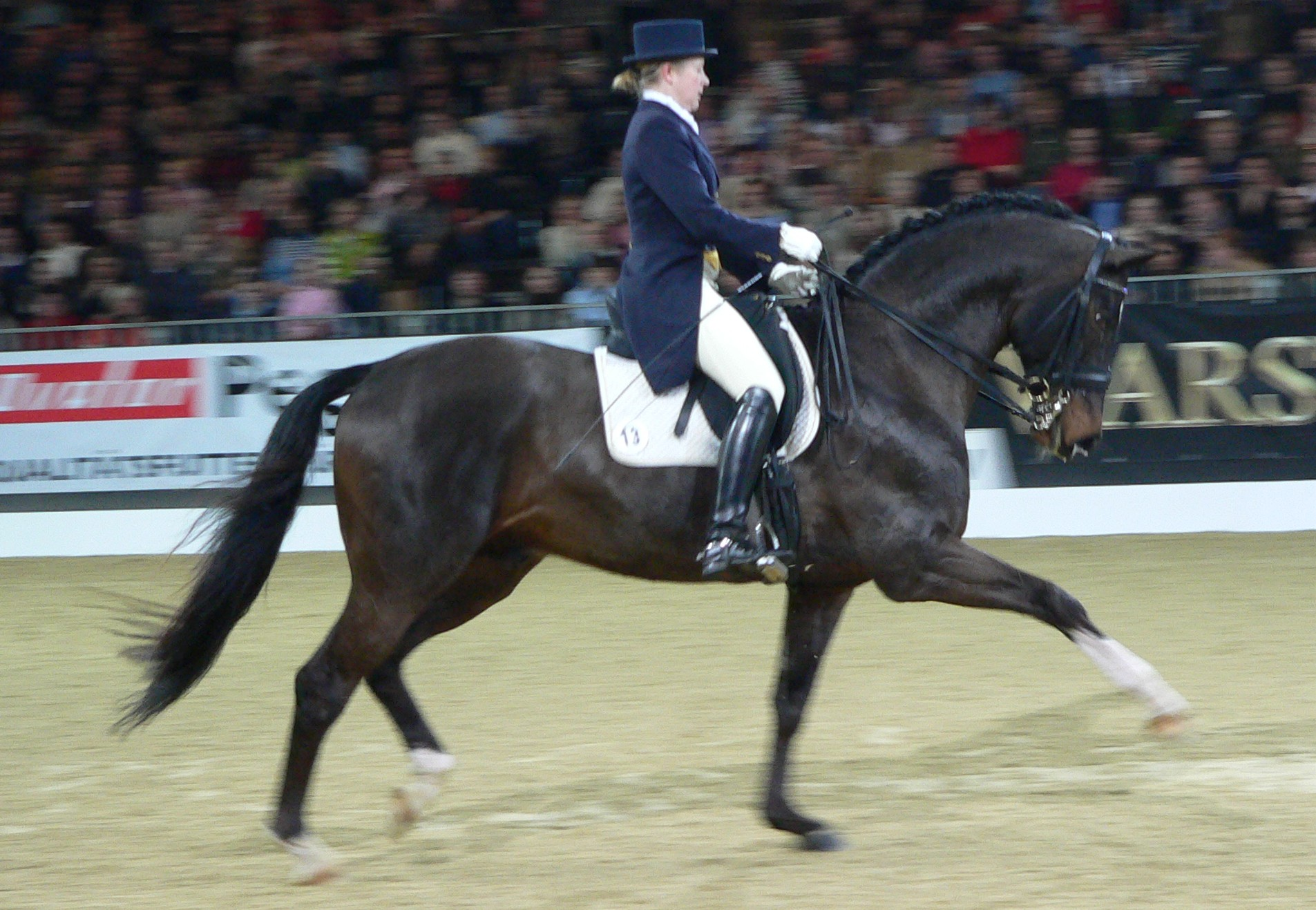
Klus prodloužený